# Izidor Gross
Izidor Gross (rođen: Isidor) (Kislőd, Mađarska 25. lipnja 1860. – Sabirni logor Jasenovac, 1942.), hrvatski šahovski velemajstor i kantor "Židovske općine Karlovac". Otac liječnika Mavre i djed povjesničarke Mirjane.

## Životopis
Izidor Gross je rođen 25. lipnja 1860. u Kislődu, Mađarska, tada dio Austro-Ugarske. 1891. godine Gross se preselio u Hrvatsku tj. Karlovac. U Karlovcu je služio kao kantor u Karlovačkoj sinagogi. Osim rada u "Židovskoj općini Karlovac", Gross je bio vrhunski šahist i ugledan autor knjiga o šahu i problemskom šahu. Gross je 1908. suosnivao i bio predsjednik "Karlovačkog šahovskog kluba". 1912. godine suosnovao je "Hrvatski šahovski savez". Objavio je članke o problemskom šahu u raznim inozemnim i domaćim časopisima-novinama. 1909. godine objavio je prvu hrvatska šahovsku knjigu "Šahovska abeceda". 1912. godine Gross je uspješno, u Karlovcu, organizirao prvi međunarodni šahovski turnir na Balkanu i u Hrvatskoj (neovisno o današnjem teritoriju). Izidor Gross je u vrijeme Holokausta, kao židov, uhićen i deportiran u Sabirni logor Jasenovac. Ubijen je u Jasenovcu 1942. godine, zajedno sa sinom Hermanom i snahom Julijom.

## Izbor iz dijela
- Rochade und Notation bei Ibn Esra, Druck von T. Schatzky, Breslau (1900)
- Povijest šaha, Knjigotiskara M. Fogina, Karlovac (1912)
- Problemi Karlovačkog međunarodnog šahovskog turnira, Knjigotiskara Dragutina Hauptfelda, Karlovac (1913)
- Šahovska abeceda, Knjižara St. Kugli, Zagreb (1923)
- 150 izabranih problema, Knjigotiskara M. Fogina, Karlovac (1936)
- Humorističke crtice iz jevrejskog života, Knjigotiskara M. Fogina, Karlovac (1938)

## Zanimljivosti
Nazivi šahovskih figura koji se spominju u Šahovskoj abecedi i danas su u uporabi; Gross figure naziva kralj, dama, toranj, lovac, skakač.